# Alexandriai Dionüsziosz
Alexandriai Szent Dionüsziosz vagy Nagy Szent Dionüsziosz, magyarosan Dénes (ógörögül: Διονύσιος Αλεξανδρείας) Dionüsziosz Alexandreiász, latinul: Dionysius), (kb. 190 – 264. március 8.) ókeresztény író, alexandriai püspök 248-tól haláláig. Ő volt az első, aki a Nagy nevet viselte (még a római pápa előtt is). Életéről levelezéseiből maradtak fönt adatok. Napjainkra egyetlen fennmaradt eredeti levele van, a továbbiak átiratai Caesareai Eusebius munkáiban találhatók meg.

## Élete
Dionüsziosz jómódú pogány családban született valamikor a 2. század végén vagy 3. század elején. Élete nagy részét olvasással töltötte, és tanulmányozta az eretnekek hagyományait. Érett korában tért át a kereszténységre. Dionüsziosz akkor tért át a kereszténységre, amikor Isten egy látomást mutatott neki, melyben megparancsolta, hogy az egyház szembenállása ellenére tanulmányozza az eretnekséget, hogy doktrinák alapján tudja elutasítani őket. Csatlakozott az alexandriai kateketikai iskolához, ahol Órigenész és Héraklász tanítványa volt. Később az iskola vezetője, majd 231-ben a keresztény egyház presbitere lett Héraklász utódaként. 248-ban lett Alexandria püspöke Héraklász halála után.
Az Órigenész-féle logosztant képviselte a modalistákkal szemben. Azt a véleményét hangoztatta, mely szerint az Atya és a Fiú közt legalább akkora különbség van, mint a hajó és kormányosa közt, és kétségbe vonta, hogy az Atya és a Fiú egylényegű lenne. Ennek következményeként Dionüsziosz pápa figyelmeztette őt, hogy az isteni monarchiát nem szabad szétszakítani a három személy önállóságának eltúlzásával. Levelében az egységet hangsúlyozta a Szentháromságban és elítélte azokat, akik „három istenségre és három külön személyre osztják az isteni monarchiát". Levelezésük a 3. századi teológiai felfogás egyik fontos dokumentuma. Vitájuk eredményét a Védekezés és cáfolat négy könyve foglalja össze.
Irodalmi munkássága során írt az epikureista atomizmus ellen (A természetről), vitában állt az ezeréves birodalom elérkezését váró millenaristákkal, két könyvében cáfolta a khiliaszta Arszinoéi Neposz Az allegoristák cáfolata című iratát, a Jelenések könyvét Istentől sugallt munkának tartotta, ám nem tekintette János evangélista művének, mert az és János evangéliuma között stiláris különbségeket vélt felfedezni, cáfolta továbbá a Jelenések könyve szó szerinti magyarázatát is. Caesareai Eusebius említi a kísértésekről írott munkáját, de erről semmi egyebet nem tudunk.

## Fordítás
Ez a szócikk részben vagy egészben  a   Pope Dionysius of Alexandria című angol Wikipédia-szócikk fordításán alapul.  Az eredeti cikk szerkesztőit annak laptörténete sorolja fel. Ez a jelzés csupán a megfogalmazás eredetét és a szerzői jogokat jelzi, nem szolgál a cikkben szereplő információk forrásmegjelöléseként.